# Блай (округ)
Блай (фр. arrondissement de Blaye, окс. arrondiment de Blaia) — округ во Франции, в регионе Аквитания. Департамент округа — Жиронда. Супрефектура — Блай.
Население округа на 2011 год составляло 84 652 человек. Плотность населения составляет 108 чел./км². Площадь округа — 782 км².